# 塘坑駅 (広州市)
塘坑駅（とうこう-えき）は、中華人民共和国広東省広州市南沙区に位置する広州地下鉄4号線の駅。

## 駅構造
- 島式ホーム1面2線の地下駅。

## 歴史
- 2017年12月28日 - 開業[1]。

## 隣の駅
■広州地下鉄4号線
大涌駅 - 塘坑駅 - 南横駅